# Aureliano Torres
Aureliano Torres Román (Luque, Paraguay; 16 de junio de 1982) es un exfutbolista y director técnico paraguayo. Actualmente dirige en calidad de interino al Club Olimpia de la Primera División de Paraguay. Como jugador se desempeñaba en la posición de mediocampista o interior izquierdo. Formó parte del plantel de la selección de fútbol de Paraguay por varios años con el que ganó la medalla plata en Atenas 2004 y el segundo puesto en la Copa América 2011, además de haber participado en la Copa Mundial de la FIFA 2010.

## Selección nacional

### Absoluta
Torres debutó el 8 de junio de 2004 frente a Costa Rica en Arequipa, Perú, por la Copa América 2004. Formó parte de la selección sub-23 de Paraguay que ganó la medalla de plata en los Juegos Olímpicos de Atenas 2004 y participó de la Copa Mundial de Fútbol de 2010 donde llegó hasta cuartos de final, además de ser parte del equipo paraguayo que llegó a la final de la Copa América 2011.

#### Goles en la selección
| Resultados | Resultados | Resultados | Resultados      | Lugar            | Estadio                                | Fecha                | Tipo                             | Gol(es) |
| ---------- | ---------- | ---------- | --------------- | ---------------- | -------------------------------------- | -------------------- | -------------------------------- | ------- |
| Paraguay   | 1          | 1          | Colombia        | Barranquilla     | Estadio Metropolitano Roberto Meléndez | 9 de octubre de 2004 | Eliminatorias Sudamericanas 2006 | 1 gol   |
| Paraguay   | 2          | 2          | Costa de Marfil | Thonon-les-Bains | Estadio Camillie Fournier              | 30 de mayo de 2010   | Amistoso                         | 1 gol   |

## Clubes
| Club           | País      | Año         |
| -------------- | --------- | ----------- |
| Irapuato       | México    | 2000 - 2001 |
| Kyoto Sanga    | Japón     | 2002        |
| Recoleta       | Paraguay  | 2002 - 2003 |
| Sol de América | Paraguay  | 2003        |
| Guaraní        | Paraguay  | 2004 - 2005 |
| Real Murcia    | España    | 2005 - 2006 |
| Guaraní        | Paraguay  | 2006        |
| San Lorenzo    | Argentina | 2007 - 2011 |
| Toluca         | México    | 2011 - 2012 |
| Peñarol        | Uruguay   | 2012 - 2013 |
| Sol de América | Paraguay  | 2014        |
| 12 de Octubre  | Paraguay  | 2015        |
| Caacupé FBC    | Paraguay  | 2016        |

## Palmarés

### Campeonatos nacionales
| Título               | Club        | País      | Año     |
| -------------------- | ----------- | --------- | ------- |
| Campeonato Argentino | San Lorenzo | Argentina | 2007-C  |
| Campeonato Uruguayo  | Peñarol     | Uruguay   | 2012-13 |

### Campeonatos internacionales
| Título           | Equipo                | País   | Año  |
| ---------------- | --------------------- | ------ | ---- |
| Juegos Olímpicos | Selección de Paraguay | Grecia | 2004 |

### Distinciones individuales
| Distinción                        | Otorgada por                             | Año  |
| --------------------------------- | ---------------------------------------- | ---- |
| Condecoración Especial            | Presidencia de la República del Paraguay | 2010 |
| Medalla Domingo Martínez de Irala | Municipalidad de Asunción                | 2010 |